# Hjälm m/1885

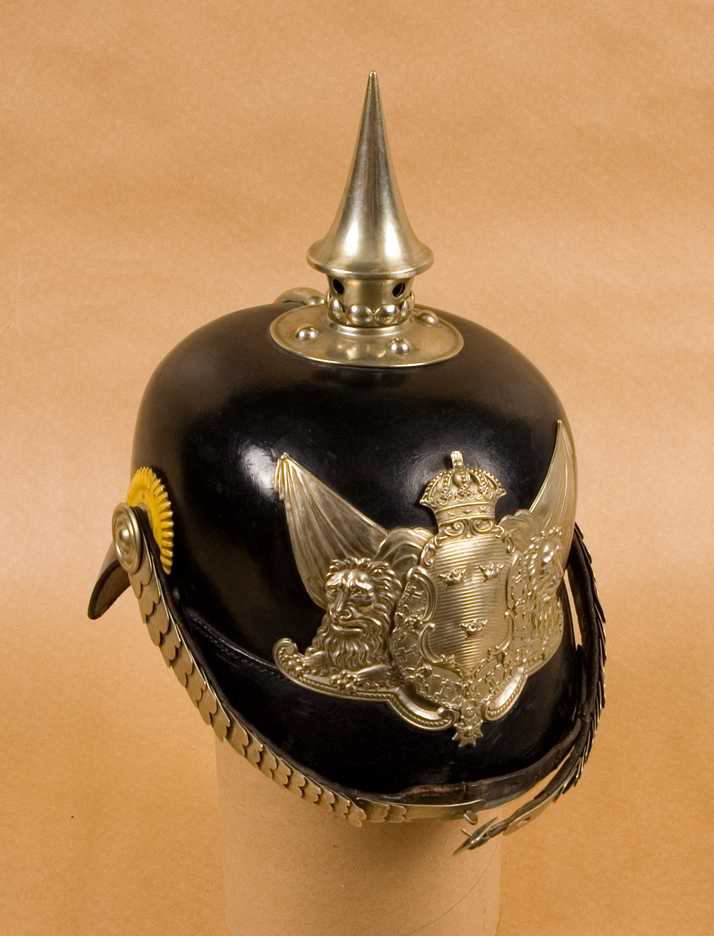
Hjälm m/1885 för manskap vid trängen.

Hjälm m/1885 var en hjälm som användes inom försvarsmakten (dåvarande krigsmakten).  Fram till och med 1895 kallades hjälmen för kask m/1885 i och med införandet av uniform m/1895. 

## Utseende
Denna hjälm är gjord i svartlackerat läder och är försedd med en försilvrad vapenplåt som hos officerare är förgylld och även blåemaljerad. Hjälmen har en rundad skärm, kantad med ett band av vitmetall. Baktill är den försedd med ett nackskydd, mera kantigt men med rundade hörn, som gick ned något djupare än skärmen. Hakremmen av läder pryddes av metallfjäder och kunde spännas runt hakan med ett spänne. När remmen ej användes, krokades den ihop med en låsanordning på de yttersta fjällen på varje sida och placerades ovanpå skärmen. Remmens fästpunkter var täckta av en platta, smyckad med ringar. Under höger fästpunkt placerades en gul nationalitetskokard.  Officerare och fanjunkare bar en gul sidenkokard till höger om hakremsknappen. Manskapet å andra sidan hade på hjälmens vänstra sida vederbörandes kompanisiffra. 

## Användning
Denna hjälm användes som paraddräkt inom Trängtrupperna långt in på 1900-talet. Till stor parad bars plym m/1885 istället för pickeln som är löstagbar. 1931 avskaffades emellertid hjälmen och plymen. 

## Fotografier

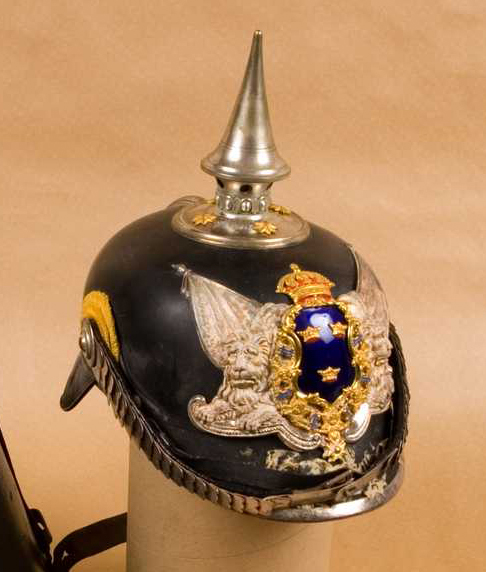
Hjälm m/1885 för officer vid trängen med pickel vid liten parad.
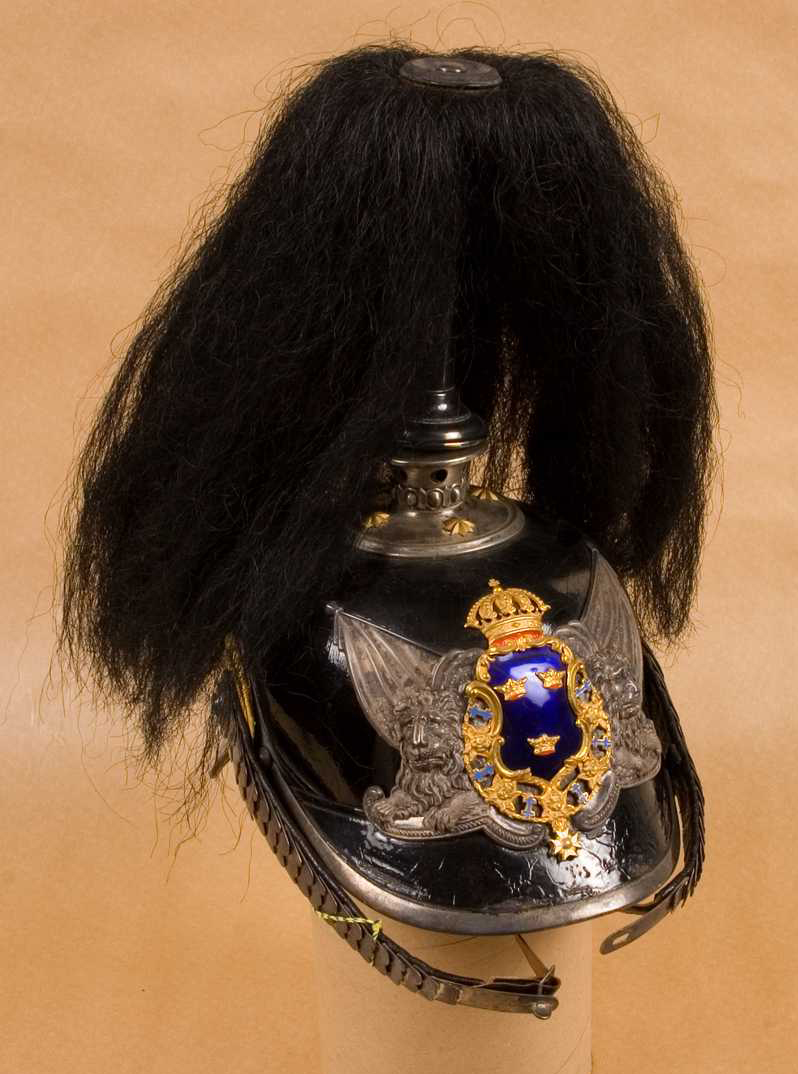
Hjälm m/1885 för officer vid trängen med svart plym m/1885 vid stor parad.